# Wilk i siedem kózek
Wilk i siedem kózek (ros. Волк и семеро козлят, Wołk i siemiero kozlat) – radziecki krótkometrażowy film animowany z 1957 roku w reżyserii Piotra Nosowa. Adaptacja rosyjskiej ludowej baśni, będącej jedną z późniejszych wersji baśni braci Grimm O wilku i siedmiu koźlątkach.

## Fabuła
Mama kózek musi pilnie wyjść z domu. W trosce o swoje dzieci nakazuje im nie otwierać nikomu drzwi aż do jej powrotu. Aby kózki wiedziały, kiedy mają otworzyć, uczy je prostej piosenki, po której koźlątka będą w stanie poznać, że ich mama wróciła. Niestety zły wilk, znany w lesie jako złodziej i chuligan, podsłuchuje całą ich rozmowę i postanawia ukraść małe kózki. W tym celu prosi Niedźwiedzia, aby ten zmienił mu głos na wysoki. Jest pewny, że małe koźlątka dadzą się nabrać i pozwolą mu wejść do środka.

## Animatorzy
Faina Jepifanowa, Kiriłł Malantowicz, Władimir Piekar', Boris Czani, Dmitrij Biełow, Igor Podgorski, Lidija Riezcowa, Jelizawieta Komowa, Michaił Botow, Boris Butakow, Wiaczesław Kotionoczkin